# USS Little Rock (LCS-9)
Pour les articles homonymes, voir USS Little Rock.
L'USS Little Rock (LCS-9) est un littoral combat ship de classe Freedom de l’United States Navy,. C’est le deuxième navire nommé d’après Little Rock, la capitale de l’Arkansas.

## Conception
En 2002, l’US Navy a lancé un programme visant à développer le premier d’une flotte de littoral combat ships. La Navy a d’abord commandé deux navires monocoques à Lockheed Martin, qui sont devenus connus sous le nom de navires de combat côtiers de classe Freedom d’après le premier navire de la classe, l’USS Freedom,. Les navires de combat côtiers aux numéros impairs de l’US Navy sont construits en utilisant la conception monocoque de classe Freedom, tandis que les navires aux numéros pairs sont basés sur une conception concurrente à coque trimaran, la classe Independence de General Dynamics. La commande initiale de navires de combat côtiers concernait un total de quatre navires, dont deux de la classe Freedom. L’USS Little Rock est le cinquième navire de combat côtier de classe Freedom à être construit.
L’USS Little Rock comprend des améliorations de stabilité supplémentaires par rapport à la conception originale de la classe Freedom. Le tableau arrière a été rallongé et des réservoirs de flottabilité ont été ajoutés à l’arrière pour augmenter le poids et améliorer la stabilité. Le navire sera également équipé de capteurs automatisés pour permettre une « maintenance basée sur les conditions » afin de réduire le surmenage de l’équipage et les problèmes de fatigue que le navire de classe Freedom a rencontrés lors de son premier déploiement.

## Carrière

L’USS Little Rock à Buffalo

Les coûts de construction du navire sont estimés entre 300 et 350 millions de dollars,. La cérémonie de pose de la quille de l’USS Little Rock a eu lieu le 27 juin 2013. La cérémonie de lancement a eu lieu le 23 avril 2015, suivie de la cérémonie de baptême le 18 juillet 2015.
Le 25 août 2017, l’USS Little Rock, le cinquième LCS de la classe Freedom construit par Lockheed Martin et Fincantieri Marinette Marine, a terminé ses essais d'acceptation sur le lac Michigan avec le score le plus élevé de tous les LCS de la classe Freedom à ce jour, gagnant le droit de faire voler des balais au sommet de son mât, ce qui signifie un balayage net des essais en mer du navire. Le navire a été livré à la marine des États-Unis le 25 septembre 2017. Le navire a été mis en service le 16 décembre 2017 à Buffalo, dans l’État de New York, à côté du croiseur USS Little Rock de la classe Galveston. La cérémonie de mise en service a marqué la première fois qu’un navire de l’US Navy a été mis en service à côté de son homonyme. Sa devise est Back With A Vengeance.
Après sa mise en service, l’USS Little Rock s’est dirigé vers son port d'attache, la base navale de Mayport, en Floride, où il est affecté au deuxième escadron de navires de combat côtiers. Cependant, les conditions hivernales difficiles ont causé des retards, l’empêchant de quitter la Voie maritime du Saint-Laurent et il s’est retrouvé coincé dans les glaces au port de Montréal,. L’USS Little Rock y est resté jusqu’au 31 mars 2018.
Du 23 au 29 mai 2018, l’USS Little Rock a participé aux célébrations annuelles de la Fleet Week de la ville de New York. Il a été amarré à Staten Island et ouvert au public pendant cette période.
En janvier 2020, il a été rapporté que le navire serait équipé d’un système d'arme laser, très probablement le système HELIOS de 150 kilowatts développé par Lockheed Martin.
Le 6 février 2020, l’USS Little Rock a commencé son premier déploiement. Déployé au sein du Commandement Sud des États-Unis, le navire devait mener des opérations à l’appui de la campagne multinationale Opération Martillo ciblant le trafic de drogue international dans les eaux côtières d’Amérique centrale. L’USS Little Rock a été déployé avec le module de guerre de surface et un détachement d’application de la loi de la Garde côtière américaine.
L’USS Little Rock devait être désarmé au cours de l’exercice 2022 et rejoindre la liste des navires hors service en réserve (OCIR), mais dans le budget final de 2022, le Congrès a bloqué la demande de la marine de retirer le navire du service.
Les responsables de la marine américaine ont annoncé pour la première fois en 2022 que neuf navires de combat côtiers de classe Freedom seraient mis hors service dans le cadre du budget de l’exercice 2023. L’USS Little Rock devait être mis hors service le 31 mars 2023 à la base navale de Mayport en Floride, mais cela a été reporté à la dernière semaine de l’exercice 23.
L’USS Little Rock a été désarmé à la base navale de Mayport le 29 septembre 2023. Il sera amarré au chantier naval de Philadelphie, le temps qu’une éventuelle vente à une armée étrangère soit organisée.

## Galerie

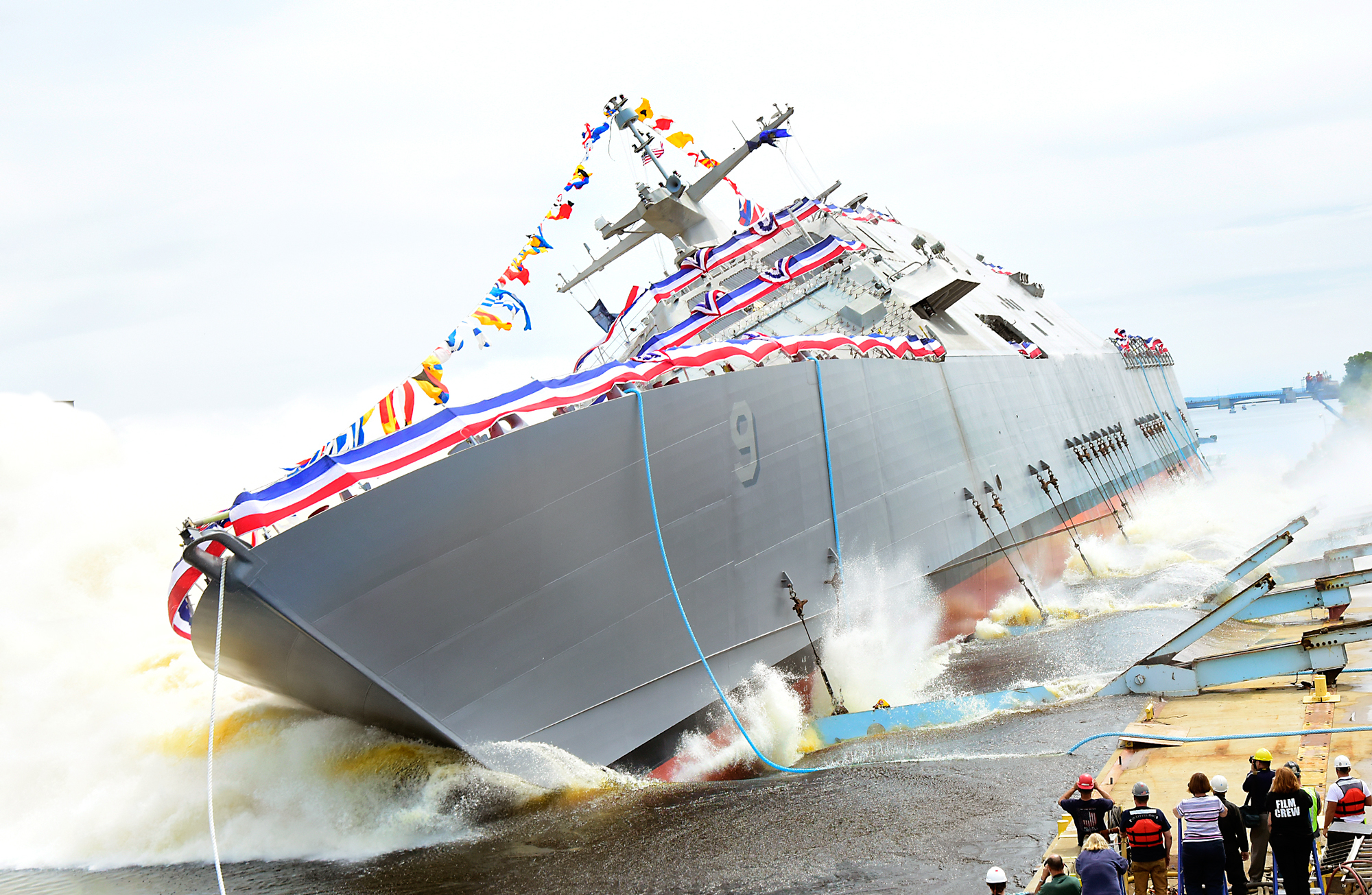
Lancement de l’USS Little Rock le 18 juillet 2015.
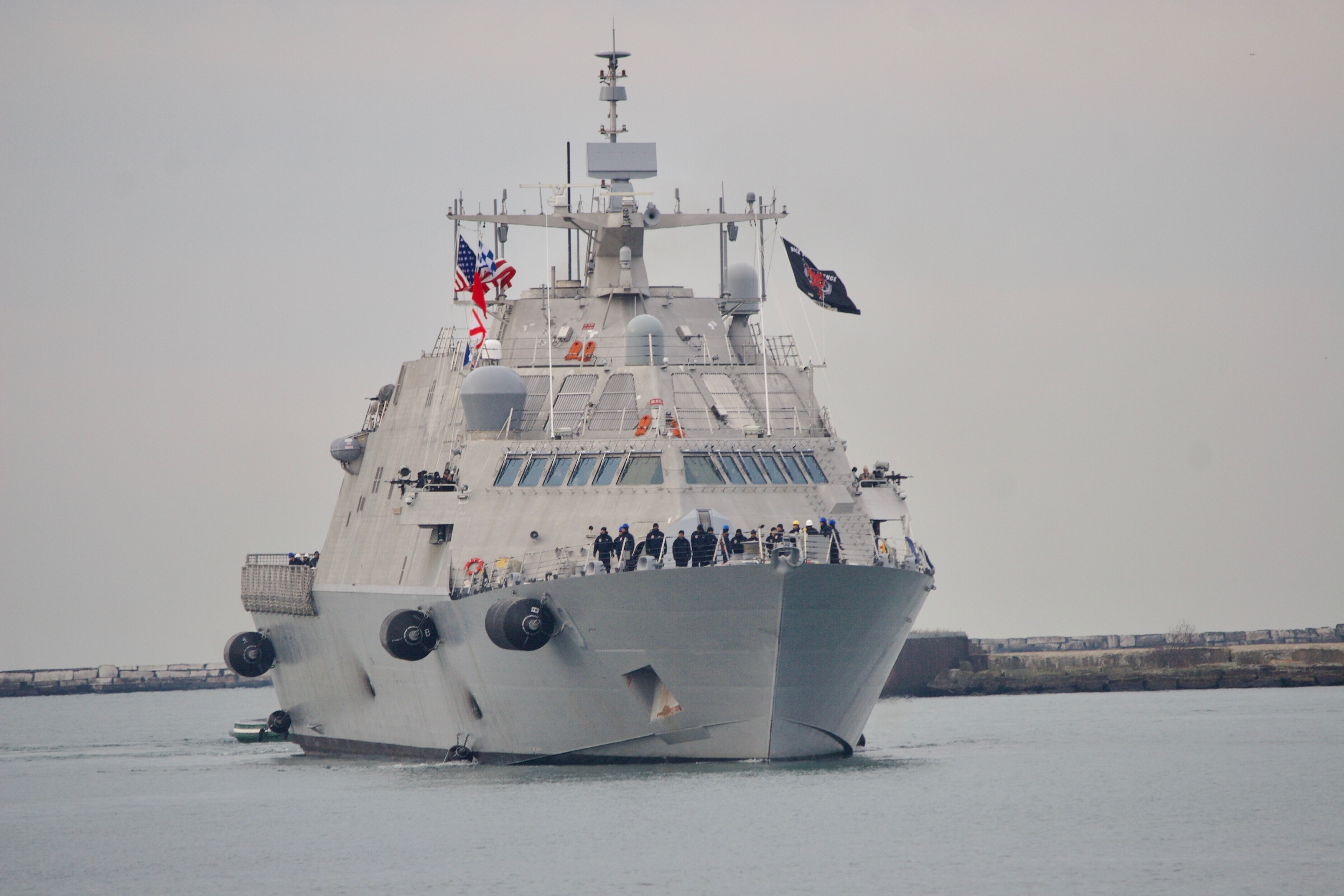
L’USS Little Rock entre dans l’arrière-port de Buffalo.
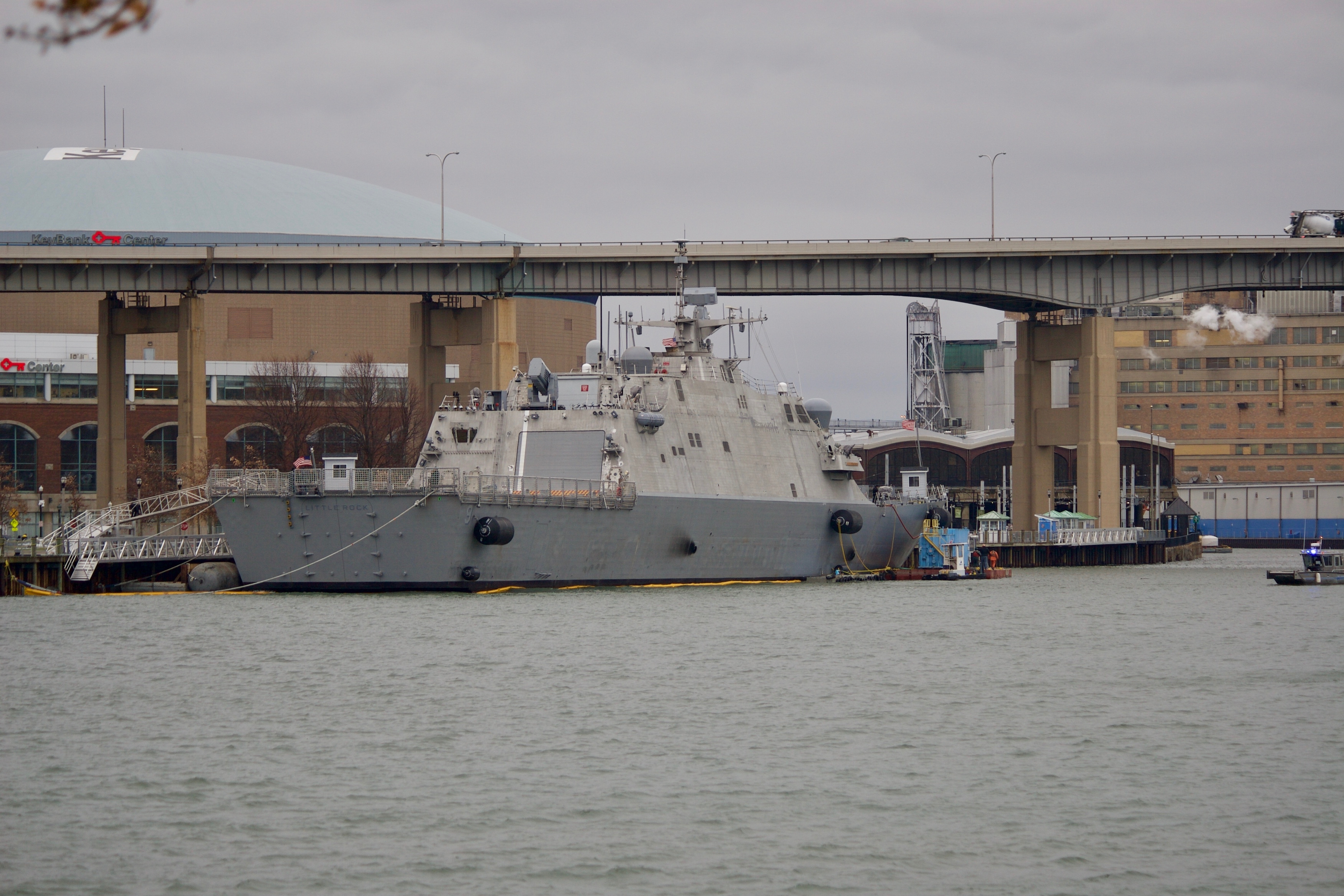
L’USS Little Rock amarré à Canalside, Buffalo, New York.